# Aqua Vs Vengaboys
Pour les articles homonymes, voir Aqua et Vengaboys.
Albums de Aqua
Remix Super Best Greatest Hits
Aqua Vs Vengaboys est le second album compilation d'Aqua en collaboration avec les Vengaboys sorti uniquement en Malaisie le 15 juin 2004.

## Liste des titres
| No  | Titre                                | Auteur    | Durée |
| --- | ------------------------------------ | --------- | ----- |
| 1.  | Shalala Lala                         | Vengaboys | 3:32  |
| 2.  | Boom, Boom, Boom, Boom!!             | Vengaboys | 3:20  |
| 3.  | Kiss (When The Sun Don't Shine)      | Vengaboys | 3:29  |
| 4.  | Uncle John From Jamaica              | Vengaboys | 3:06  |
| 5.  | Up & Down                            | Vengaboys | 3:58  |
| 6.  | We Like To Party ! (The Vengabus)    | Vengaboys | 3:40  |
| 7.  | To Brazil                            | Vengaboys | 3:05  |
| 8.  | We're Going To Ibiza                 | Vengaboys | 3:08  |
| 9.  | Cheekah Bow Bow (That Computer Song) | Vengaboys | 3:00  |
| 10. | Ho Ho Vengaboys!                     | Vengaboys | 3:38  |
| 11. | Skinnydippin'                        | Vengaboys | 3:26  |
| 12. | Barbie Girl                          | Aqua      | 3:13  |
| 13. | My Oh My                             | Aqua      | 3:21  |
| 14. | Around the World                     | Aqua      | 3:26  |
| 15. | Cartoon Heroes                       | Aqua      | 3:35  |
| 16. | Doctor Jones                         | Aqua      | 3:14  |
| 17. | We Belong to the Sea                 | Aqua      | 4:05  |
| 18. | Bumble Bees                          | Aqua      | 3:47  |
| 19. | Happy Boys & Girls                   | Aqua      | 3:31  |
| 20. | Lollipop (Candyman)                  | Aqua      | 3:32  |
| 21. | Roses Are Red                        | Aqua      | 3:40  |
| 22. | An Apple A Day                       | Aqua      | 3:34  |